# 圣克里斯蒂娜-达罗
圣克里斯蒂娜-达罗（西班牙語：Santa Cristina d'Aro），是西班牙加泰罗尼亚赫罗纳省的一个市镇。总面积68平方公里，总人口2873人（2001年），人口密度42人/平方公里。